# Belén de Umbría (ort)
Belén de Umbría är en ort i Colombia.   Den ligger i departementet Risaralda, i den centrala delen av landet, 210 km väster om huvudstaden Bogotá. Belén de Umbría ligger 1 505 meter över havet och antalet invånare är 15 698.
Terrängen runt Belén de Umbría är kuperad österut, men västerut är den bergig. Runt Belén de Umbría är det ganska tätbefolkat, med 207 invånare per kvadratkilometer. Närmaste större samhälle är Anserma, 17,0 km nordost om Belén de Umbría. I omgivningarna runt Belén de Umbría växer i huvudsak städsegrön lövskog.